# Dyskografia Ariany Grande

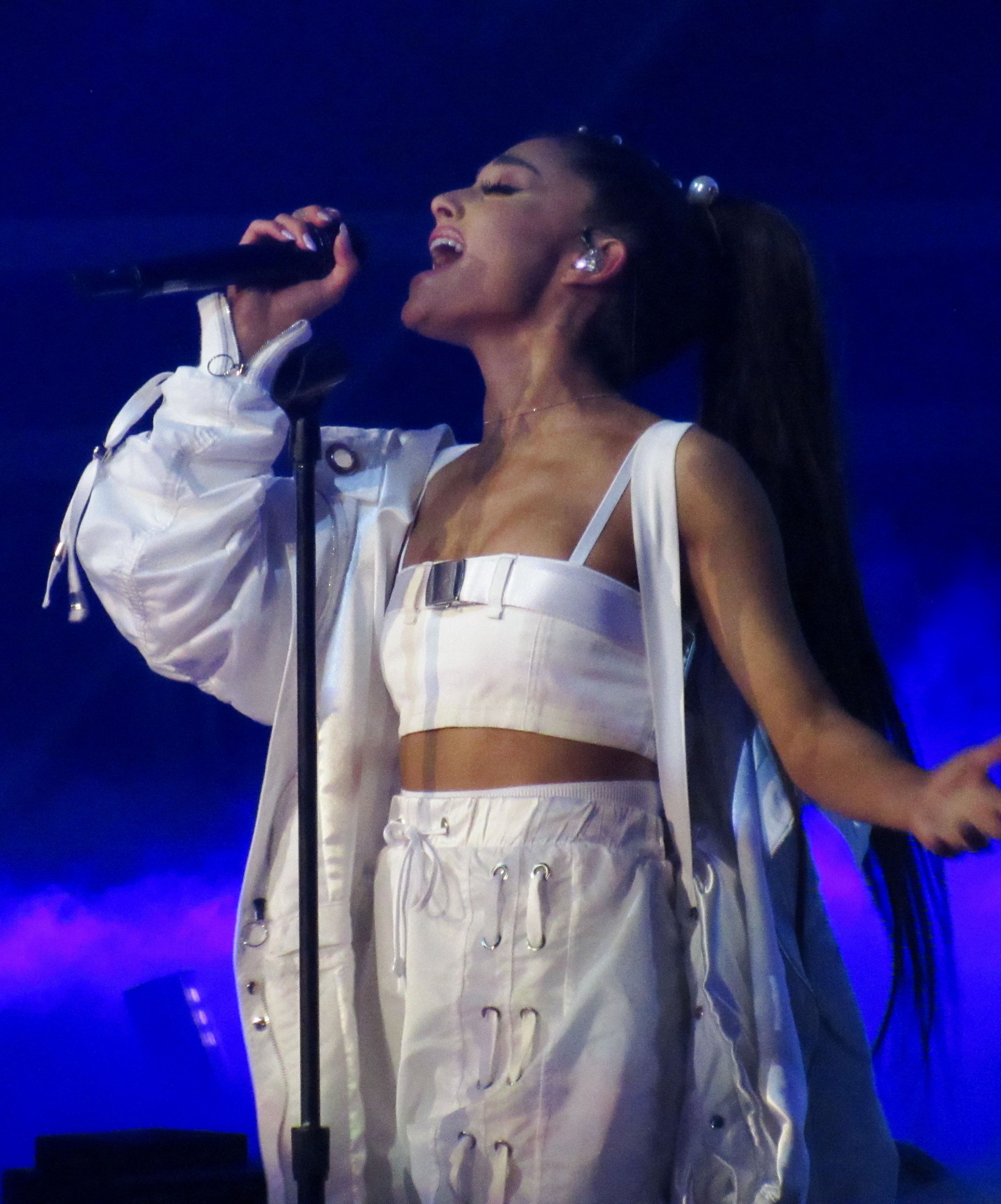
Ariana Grande podczas koncertu

Amerykańska wokalistka Ariana Grande wydała siedem albumów studyjnych, jedną kompilację, jeden remix album, cztery EP, pięćdziesiąt trzy single (w tym siedem z gościnnym udziałem), siedem singli promocyjnych i trzydzieści sześć teledysków.
W kwietniu 2013 roku wydała singel „The Way”, który jako pierwszy z jej dorobku artystycznego, zadebiutował na dziewiątym miejscu Billboard Hot 100. Jej debiutancki album Yours Truly, znalazł się w pierwszej dziesiątce na wielu listach przebojów, podczas gdy na Billboard 200 uplasował się na szczycie, gdzie pokrył się platyną. Kolejne dwa single z albumu to: „Baby I” i „Right There”, pierwszy z nich zadebiutował na szóstym miejscu na japońskiej liście przebojów. W grudniu 2013 roku wydała swój pierwszy mini album Christmas Kisses, który rok później wzbogacony o utwór „Santa Tell Me” został ponownie wydany w Japonii.
W sierpniu 2014 roku ukazał się drugi album My Everything, która jako druga płyta Ariany uplasowała się na pierwszym miejscu Billboard 200. Główny singel „Problem” okazał się międzynarodowym hitem, osiągając pozycję w pierwszej dziesiątce na prawie każdej liście przebojów. Kolejne dwa single „Break Free” i „Bang Bang” także osiągnęły międzynarodowy sukces, z czego w Stanach Zjednoczonych oba znalazły się w pierwszej piątce, sprawiając, że była drugą artystką, która miała jednocześnie trzy single na Billboard Hot 100. Czwarty singel „Love Me Harder” i „One Last Time” uplasowały się w pierwszej piętnastce w Stanach. Ariana jako jedyna artystka w 2014 roku znalazła się cztery razy w pierwszej dziesiątce Hot 100. Wszystkie single z My Everything w Stanach Zjednoczonych pokryły się co najmniej platyną, a sam album podwójną platyną.
Trzeci album Dangerous Woman zadebiutował na drugim miejscu Billboard 200,, a na pierwszym miejscu uplasował się w Wielkiej Brytanii i dwunastu innych krajach. „Tytułowy singel” uplasował się na ósmym miejscu Hot 100, sprawiając, że jako pierwsza i jedyna artystka zadebiutowała singlami „prowadzącymi” w pierwszej dziesiątce Billboard Hot 100. Kolejne single „Into You” i „Side to Side” oba uplasowały się w pierwszej dwudziestce w Wielkiej Brytanii i USA. Czwarty singiel „Everyday” znalazł się na pięćdziesiątym piątym miejscu w Stanach. W lutym 2017 roku Ariana i John Legend nagrali cover utworu „Beauty and the Beast” do filmu Piękna i Bestia.
Czwarty album Sweetener uplasował się w pierwszej piątce większości list przebojów. Singel prowadzący „No Tears Left to Cry” uplasował się na trzecim miejscu w Stanach Zjednoczonych, a w Wielkiej Brytanii na drugim. Kolejne dwa single „God Is a Woman” i „Breathin” osiągnęły kolejno, ósme i dwunaste miejsce na Hot 100 i czwarte i ósme na Official Charts Company.
Piąty album Thank U, Next zadebiutował na pierwszym miejscu w Stanach i wyspach Brytyjskich. Wydawnictwo do tej pory promują trzy single: „Thank U, Next”, „7 Rings”, które osiągnęły szczyt na Hot 100 i Official Charts Comapny, oraz „Break Up with Your Girlfriend, I’m Bored”, który zadebiutował na drugim miejscu w Stanach i pierwszym w Wielkiej Brytanii.

## Albumy

### Albumy studyjne
| Tytuł                                                   | Informacje wydawnicze                                                                                         | Pozycje na listach przebojów | Pozycje na listach przebojów | Pozycje na listach przebojów | Pozycje na listach przebojów | Pozycje na listach przebojów | Pozycje na listach przebojów | Pozycje na listach przebojów | Pozycje na listach przebojów | Pozycje na listach przebojów | Pozycje na listach przebojów | Pozycje na listach przebojów | Certyfikaty |
| Tytuł                                                   | Informacje wydawnicze                                                                                         | POL                          | USA                          | AUS                          | CAN                          | DEN                          | ITA                          | JPN                          | NLD                          | NZ                           | SWE                          | UK                           | Certyfikaty |
| ------------------------------------------------------- | --- | ---------------------------- | ---------------------------- | ---------------------------- | ---------------------------- | ---------------------------- | ---------------------------- | ---------------------------- | ---------------------------- | ---------------------------- | ---------------------------- | ---------------------------- | --- |
| Yours Truly                                             | - Data premiery: 30 sierpnia 2013 - Wytwórnia: Republic - Nośniki: CD, digital download                       | –                            | 1                            | 6                            | 2                            | 10                           | –                            | 3                            | 5                            | 11                           | –                            | 7                            | - USA: platynowa płyta - UK: złota płyta - CAN: złota płyta - JPN: złota płyta - POL: złota płyta |
| My Everything                                           | - Data premiery: 22 sierpnia 2014 - Wytwórnia: Republic - Nośniki: winyl, CD, digital download                | 9                            | 1                            | 1                            | 1                            | 2                            | 4                            | 3                            | 3                            | 3                            | 2                            | 3                            | - POL: platynowa płyta - USA: 2× platynowa płyta - AUS: platynowa płyta - UK: platynowa płyta - ITA: platynowa płyta - SWE: platynowa płyta - DEN: złota płyta - CAN 3× platynowa płyta - NLD: platynowa płyta - JPN: platynowa płyta |
| Dangerous Woman                                         | - Data premiery: 20 maja 2016 - Wytwórnia: Republic - Nośniki: winyl, CD, digital download                    | 8                            | 2                            | 1                            | 2                            | 5                            | 1                            | 2                            | 1                            | 1                            | 4                            | 1                            | - POL: 4× platynowa płyta - USA: platynowa płyta - UK: platynowa płyta - ITA: złota płyta - SWE: złota płyta - DEN: platynowa płyta - CAN: 2× platynowa płyta - JPN: złota płyta                                                      |
| Sweetener                                               | - Data premiery: 17 sierpnia 2018 - Wytwórnia: Republic - Nośniki: winyl, CD, digital download, kaseta        | 1                            | 1                            | 1                            | 1                            | 2                            | 1                            | 5                            | 1                            | 1                            | 1                            | 1                            | - POL: 3× platynowa płyta - USA: platynowa płyta - AUS: platynowa płyta - UK: platynowa płyta - ITA: złota płyta - SWE: złota płyta - DEN: platynowa płyta - CAN: platynowa płyta - NZ: platynowa płyta                               |
| Thank U, Next                                           | - Data premiery: 8 lutego 2019 - Wytwórnia: Republic - Nośniki: winyl, CD, digital download, kaseta           | 3                            | 1                            | 1                            | 1                            | 1                            | 2                            | 12                           | 2                            | 1                            | 1                            | 1                            | - POL: 4× platynowa płyta - USA: platynowa płyta - AUS: złota płyta - UK: platynowa płyta - ITA: złota płyta - SWE: złota płyta - DEN: platynowa płyta - NZ: złota płyta                                                              |
| Positions                                               | - Data premiery: 30 października 2020 - Wytwórnia: Republic - Nośniki: winyl, CD, digital download, kaseta    |                              |                              |                              |                              |                              |                              |                              |                              |                              |                              |                              | - POL: 3× platynowa płyta |
| Eternal Sunshine                                        | - Data premiery: 8 marca 2024 - Wytwórnia: Republic - Nośniki: winyl, CD, digital download, kaseta, streaming |                              |                              |                              |                              |                              |                              |                              |                              |                              |                              |                              | - POL: platynowa płyta |
| „–” oznacza, że album nie był notowany na danej liście. | |                              |                              |                              |                              |                              |                              |                              |                              |                              |                              |                              | |

### Kompilacje
| The Best                                                | - Data premiery: 27 sierpnia 2017 (tylko w Japonii) - Wytwórnia: Universal Music Japan - Nośniki: Blue-ray, CD, digital download | 2 |
| „–” oznacza, że album nie był notowany na danej liście. | |   |

### Remix albumy
| The Remix                                               | - Data premiery: 25 maja 2015 (tylko w Japonii) - Wytwórnia: Universal Music Japan - Nośniki: CD, digital download | 32 |
| „–” oznacza, że album nie był notowany na danej liście. | |    |

## EP
| Christmas Kisses                                        | - Data premiery: 13 grudnia 2013 - Wytwórnia: Republic - Nośniki: digital download                    | –  | – | –  | –  | –  | –  |
| Christmas Kisses (reedycja, tylko Japonia)              | - Data premiery: 3 grudnia 2014 - Wytwórnia: Universal Music Japan - Nośniki: CD, digital download    | –  | – | –  | –  | 25 | –  |
| Christmas & Chill                                       | - Data premiery: 18 grudnia 2015 - Wytwórnia: Republic - Nośniki: digital download                    | 34 | 3 | 49 | 43 | –  | 30 |
| Christmas & Chill (reedycja, tylko Japonia)             | - Data premiery: 18 listopada 2016 - Wytwórnia: Universal Music Japan - Nośniki: CD, digital download | –  | – | –  | –  | 47 | –  |
| „–” oznacza, że album nie był notowany na danej liście. | |    |   |    |    |    |    |

## Single
| „Put Your Hearts Up”                                     | 2011 | –  | –  | –  | –  | –  | –  | –  | –  | –  | –  | –   | - US: złota płyta | –                            |
| „The Way” (z gościnnym udziałem Maca Millera)            | 2013 | –  | 9  | 37 | 33 | –  | –  | 66 | 22 | 31 | –  | 41  | - US: 3× platynowa płyta - AUS: złota płyta - UK: srebrna płyta - CAN: platynowa płyta | Yours Truly                  |
| „Baby I”                                                 | 2013 | –  | 21 | 67 | 57 | –  | –  | 6  | 39 | –  | –  | 145 | - US: platynowa płyta - JPN: złota płyta | Yours Truly                  |
| „Right There” (z gościnnym udziałem Big Seana)           | 2013 | –  | 84 | 51 | –  | –  | –  | –  | –  | –  | –  | 113 | - US: złota płyta | Yours Truly                  |
| „Last Christmas”                                         | 2013 | –  | 96 | –  | –  | –  | –  | 73 | 59 | –  | –  | 92  | | Christmas Kisses             |
| „Love Is Everything”                                     | 2013 | –  | –  | –  | –  | –  | –  | –  | 89 | –  | –  | 132 | | Christmas Kisses             |
| „Snow in California”                                     | 2013 | –  | –  | –  | –  | –  | –  | –  | 93 | –  | –  | 151 | | Christmas Kisses             |
| „Santa Baby” (z gościnnym udziałem Liz Gillies)          | 2013 | –  | –  | 77 | –  | –  | –  | –  | 53 | –  | –  | 155 | | Christmas Kisses             |
| „Problem” (z gościnnym udziałem Iggy Azalei)             | 2014 | 6  | 2  | 2  | 3  | 5  | 12 | 16 | 10 | 1  | 5  | 1   | - US: 6× platynowa płyta - AUS: 5× platynowa płyta - UK: platynowa płyta - ITA: 2× platynowa płyta - SWE: 3× platynowa płyta - DEN: 2× platynowa płyta - CAN: 4× platynowa płyta - NLD: 2× platynowa płyta - JPN: platynowa płyta - NZ: platynowa płyta | My Everything                |
| „Break Free” (z gościnnym udziałem Zedda)                | 2014 | 9  | 4  | 3  | 5  | 19 | 16 | 19 | 6  | 5  | 6  | 16  | - USA: 3× platynowa płyta - AUS: 4× platynowa płyta - UK: platynowa płyta - ITA: 2× platynowa płyta - SWE: 4× platynowa płyta - DEN: platynowa płyta - CAN: 3× platynowa płyta - NLD: 2× platynowa płyta - JPN: platynowa płyta - NZ: złota płyta       | My Everything                |
| „Bang Bang” (z Jessie J i Nicki Minaj)                   | 2014 | –  | 3  | 4  | 3  | 10 | 24 | 40 | 7  | 4  | 15 | 1   | - US: 6× platynowa płyta - AUS: 3× platynowa płyta - UK: 2× platynowa płyta - ITA: 2× platynowa płyta - SWE: 2× platynowa płyta - DEN: platynowa płyta - CAN: 5× platynowa płyta - JPN: złota płyta - NZ: 2× platynowa płyta - POL: 4× platynowa płyta  | My Everything i Sweet Talker |
| „Love Me Harder” (z gościnnym udziałem The Weeknda)      | 2014 | –  | 7  | 19 | 10 | 18 | 17 | –  | 12 | 28 | 26 | 48  | - US: 3× platynowa płyta - AUS: 2× platynowa płyta - UK: złota płyta - ITA: platynowa płyta - SWE: platynowa płyta - DEN: platynowa płyta - CAN: 2× platynowa płyta                                                                                     | My Everything                |
| „Brand New You”                                          | 2014 | –  | –  | –  | –  | –  | –  | –  | –  | –  | –  | –   | | 13 – The Musical             |
| „Santa Tell Me”                                          | 2014 | –  | 42 | 18 | 18 | 4  | 32 | 29 | 8  | 14 | 4  | 13  | - UK: złota płyta - ITA: złota płyta - DEN: platynowa płyta - NZ: złota płyta | Christmas Kisses             |
| „One Last Time”                                          | 2015 | 15 | 13 | 15 | 12 | 19 | 6  | 66 | 11 | 22 | 22 | 2   | - US: platynowa płyta - AUS: 3× platynowa płyta - UK: 2× platynowa płyta - ITA: 3× platynowa płyta - SWE: 2× platynowa płyta - DEN: platynowa płyta - CAN: 2× platynowa płyta - POL: 2× platynowa płyta                                                 | My Everything                |
| „E Più Ti Penso” (wraz z Andreą Bocellim)                | 2015 | –  | –  | –  | –  | –  | –  | –  | –  | –  | –  | –   | | Cinema                       |
| „Focus”                                                  | 2015 | –  | 7  | 10 | 8  | 30 | 8  | 19 | 9  | 16 | 14 | 10  | - US: platynowa płyta - AUS: platynowa płyta - UK: srebrna płyta - ITA: platynowa płyta - SWE: platynowa płyta - CAN: złota płyta - POL: 2× platynowa płyta                                                                                             | Dangerous Woman              |
| „Dangerous Woman”                                        | 2016 | 59 | 8  | 18 | 10 | 31 | 19 | 73 | 21 | 16 | 30 | 17  | - US: 3× platynowa płyta - AUS: 2× platynowa płyta - UK: platynowa płyta - ITA: platynowa płyta - SWE: platynowa płytaa - DEN: złota płyta - CAN: 3× platynowa płyta - NZ: platynowa płyta - POL: 2× platynowa płyta                                    | Dangerous Woman              |
| „Into You”                                               | 2016 | –  | 13 | 11 | 13 | 30 | 29 | 25 | 21 | 9  | 31 | 14  | - US: 3× platynowa płyta - AUS: 3× platynowa płyta - UK: platynowa płyta - ITA: 2× platynowa płyta - SWE: 2× platynowa płyta - DEN: platynowa płyta - CAN: 4× platynowa płyta - NZ: złota płyta - POL: 4× platynowa płyta                               | Dangerous Woman              |
| „Side to Side” (z gościnnym udziałem Nicki Minaj)        | 2016 | 11 | 4  | 3  | 4  | 13 | 28 | 74 | 11 | 2  | 13 | 4   | - US: 4× platynowa płyta - AUS: 5× platynowa płyta - UK: platynowa płyta - ITA: 2× platynowa płyta - SWE: platynowa płyta - DEN: platynowa płyta - CAN: 5× platynowa płyta - NZ: platynowa płyta - POL: 4× platynowa płyta                              | Dangerous Woman              |
| „Everyday” (z gościnnym udziałem Future’a)               | 2017 | –  | 55 | 96 | 54 | –  | –  | –  | –  | –  | –  | 123 | - US: platynowa płyta - AUS: złota płyta - UK: srebrna płyta - CAN: platynowa płyta - POL: złota płyta | Dangerous Woman              |
| „Beauty and the Beast” (z Johnem Legendem)               | 2017 | –  | 87 | 64 | 70 | –  | –  | 10 | –  | –  | –  | 52  | - US: złota płyta - JPN: złota płyta | Beauty and the Beast         |
| „Somewhere Over the Rainbow”                             | 2017 | –  | –  | –  | –  | –  | –  | –  | –  | –  | –  | 60  | | –                            |
| „No Tears Left to Cry”                                   | 2018 | 3  | 3  | 1  | 2  | 6  | 6  | 12 | 4  | 4  | 10 | 2   | - US: platynowa płyta - AUS: 2× platynowa płyta - UK: platynowa płyta - ITA: platynowa płyta - SWE: platynowa płyta - DEN: złota płyta - CAN: 3× platynowa płyta - NZ: platynowa płyta - POL: 4× platynowa płyta                                        | Sweetener                    |
| „God Is a Woman”                                         | 2018 | –  | 8  | 5  | 5  | 17 | 27 | 73 | 19 | 5  | 12 | 4   | - AUS: platynowa płyta - UK: złota płyta - ITA: złota płyta - DEN: złota płyta - CAN: 2× platynowa płyta - NZ: złota płyta - POL: 2× platynowa płyta | Sweetener                    |
| „Breathin”                                               | 2018 | –  | 12 | 8  | 15 | 22 | 33 | –  | 23 | 11 | 13 | 8   | - AUS: platynowa płyta - UK: srebrna płyta - CAN: platynowa płyta - NZ: złota płyta - POL: platynowa płyta | Sweetener                    |
| „Thank U, Next”                                          | 2018 | –  | 1  | 1  | 1  | 3  | 24 | 24 | 3  | 1  | 3  | 1   | - US: platynowa płyta - AUS: 2× platynowa płyta - UK: platynowa płyta - ITA: złota płyta - DEN: złota płyta - CAN: 2× platynowa płyta - NZ: 2× platynowa płyta - POL: 3× platynowa płyta                                                                | Thank U, Next                |
| „7 Rings”                                                | 2019 | –  | 1  | 1  | 1  | 2  | 5  | 21 | 4  | 1  | 1  | 1   | - AUS: platynowa płyta - UK: złota płyta - ITA: złota płyta - CAN: 2× platynowa płyta - NZ: platynowa płyta - POL: diamentowa płyta | Thank U, Next                |
| „Break Up with Your Girlfriend, I’m Bored”               | 2019 | –  | 2  | 2  | 2  | 4  | 35 | –  | 11 | 1  | 6  | 1   | - AUS: złota płyta - CAN: złota płyta - POL: 2× platynowa płyta | Thank U, Next                |
| „Boyfriend” (z Social House)                             | 2019 | 62 | 8  | 4  | 5  | 20 | 57 | 38 | 33 | 4  | 18 | 4   | - AUS: złota płyta - UK: srebrna płyta - CAN: platynowa płyta - NZ: złota płyta - POL: platynowa płyta | Everything Changed...        |
| „Don’t Call Me Angel” (z Miley Cyrus i Laną Del Rey)     | 2019 | 74 | 13 | 4  | 7  | 22 | 39 | 61 | 28 | 6  | 25 | 2   | - AUS: złota płyta - UK: srebrna płyta - CAN: złota płyta - POL: platynowa płyta | Aniołki Charliego            |
| „Stuck with U” (z Justinem Bieberem)                     | 2020 | –  | 1  | 3  | 1  | 5  | 23 | 29 | 3  | 1  | 8  | 1   | - POL: platynowa płyta | –                            |
| „Rain on Me” (z Lady Gagą)                               | 2020 | 19 | 1  | 2  | 1  | 14 | 5  | 8  | 9  | 2  | 8  | 1   | - POL: 3× platynowa płyta | Chromatica                   |
| „Positions”                                              | 2020 |    | 1  |    |    |    |    |    |    |    |    | 1   | - POL: 2× platynowa płyta | Positions                    |
| „34+35”                                                  | 2020 |    | 2  |    |    |    |    |    |    |    |    |     | - POL: platynowa płyta | Positions                    |
| „POV”                                                    | 2021 |    | 27 |    |    |    |    |    |    |    |    |     | - POL: złota płyta | Positions                    |
| „Yes, And?”                                              | 2024 |    |    |    |    |    |    |    |    |    |    |     | - POL: platynowa płyta | Eternal Sunshine             |
| „We Can’t Be Friends (Wait for Your Love)”               | 2024 |    |    |    |    |    |    |    |    |    |    |     | - POL: platynowa płyta | Eternal Sunshine             |
| „The Boy Is Mine”                                        | 2024 |    |    |    |    |    |    |    |    |    |    |     | - POL: złota płyta | Eternal Sunshine             |
| „–” oznacza, że singel nie był notowany na danej liście. |      |    |    |    |    |    |    |    |    |    |    |     | |                              |

### Z gościnnym udziałem
| „Popular Song” (singel Miki)                                                                 | 2013 | 87 | 71 | –   | –   | –  | –  | 92 | –  | –  | 183 | - US: złota płyta                                                               | The Origin of Love i Yours Truly |
| „Adore” (singel Cashmere Cat)                                                                | 2015 | 93 | –  | –   | –   | –  | –  | –  | –  | –  | –   |                                                                                 | –                                |
| „Boys Like You” (singel Who Is Fancy z gościnnym udziałem Meghan Trainor)                    | 2015 | –  | –  | –   | –   | –  | –  | 89 | 26 | –  | –   | - NZ: złota płyta                                                               | –                                |
| „Over and Over Again” (singel Nathan’a Sykes’a)                                              | 2016 | –  | –  | –   | –   | –  | –  | –  | –  | –  | –   |                                                                                 | Unfinished Business              |
| „This Is Not a Feminist Song” (singel obsady Saturday Night Live)                            | 2016 | –  | –  | –   | –   | –  | –  | –  | –  | –  | –   |                                                                                 | –                                |
| „My Favorite Part” (singel Maca Millera)                                                     | 2016 | –  | –  | –   | –   | –  | –  | –  | –  | –  | –   | - POL: złota płyta                                                              | The Divine Feminine              |
| „Faith” (singel Steviego Wondera)                                                            | 2016 | –  | –  | –   | 102 | 51 | 48 | –  | –  | –  | –   | - ITA: złota płyta                                                              | Sing                             |
| „Heatstroke” (singel Calvina Harrisa z gościnnym udziałem Young Thuga i Pharrella Williamsa) | 2017 | 96 | 23 | 53  | 23  | 71 | 71 | –  | –  | 64 | 25  | - AUS: platynowa płyta - UK: srebrna płyta                                      | Funk Wav Bounces Vol. 1          |
| „Quit” (singel Cashmere Cat)                                                                 | 2017 | –  | 56 | 100 | –   | –  | –  | 81 | –  | –  | –   |                                                                                 | 9                                |
| „Dance to This” (singel Troye’a Sivana)                                                      | 2018 | –  | 39 | 85  | 98  | –  | –  | –  | –  | 98 | 64  | - AUS: złota płyta - POL: złota płyta                                           | Bloom                            |
| „Bed” (singel Nicki Minaj)                                                                   | 2018 | 42 | 17 | 30  | 60  | 91 | –  | 64 | 25 | 44 | 20  | - US: złota płyta - AUS: złota płyta - UK: srebrna płyta - CAN: platynowa płyta | Queen                            |
| „Rule the World” (singel 2 Chainza)                                                          | 2019 | 94 | –  | 93  | –   | –  | –  | –  | –  | –  | –   |                                                                                 | Rap or Go to the League          |
| „Good as Hell (Remix)” (singel Lizzo)                                                        | 2019 | –  | –  | –   | –   | –  | –  | 50 | 10 | 29 | –   | - NZ: złota płyta                                                               | Cuz I Love You (Super Deluxe)    |
| „Time” (singel Childisha Gambino)                                                            | 2020 | –  | –  | –   | –   | –  | –  | –  | –  | –  | –   |                                                                                 | 3.15.20                          |
| „–” oznacza, że singel nie był notowany na danej liście.                                     |      |    |    |     |     |    |    |    |    |    |     |                                                                                 |                                  |

### Promocyjne
| „Almost Is Never Enough” (wraz z Nathanem Sykesem)       | 2013 | 82 | –  | –  | –  | –   | –  | –  | –  | –  | 49  |                    | The Mortal Instruments: City of Bones i Yours Truly |
| „Best Mistake” (z gościnnym udziałem Big Seana)          | 2014 | 49 | 45 | 39 | 29 | 103 | 99 | 74 | 67 | 29 | 154 |                    | My Everything                                       |
| „Be Alright”                                             | 2016 | 43 | 52 | 39 | –  | 75  | 90 | 67 | 89 | –  | 65  | - UK: złota płyta  | Dangerous Woman                                     |
| „Let Me Love You” (z gościnnym udziałem Lil Wayne’a)     | 2016 | 99 | 88 | 73 | –  | 164 | –  | –  | –  | –  | 180 | - POL: złota płyta | Dangerous Woman                                     |
| „The Light Is Coming” (z gościnnym udziałem Nicki Minaj) | 2018 | 89 | 60 | 63 | –  | 70  | –  | –  | 81 | –  | 57  |                    | Sweetener                                           |
| „Imagine”                                                | 2018 | 21 | 15 | 17 | –  | 110 | 64 | –  | 32 | 16 | 8   | - AUS: złota płyta | Thank U, Next                                       |
| „–” oznacza, że singel nie był notowany na danej liście. |      |    |    |    |    |     |    |    |    |    |     |                    |                                                     |

### Inne notowane piosenki
| „Give It Up” (bohaterowie Victoria znaczy zwycięstwo z gościnnym udziałem Elizabeth Gillies) | 2011 | –  | –  | –  | –   | –  | –   | –  | –  | –  | –   |                    | Victorious                            |
| „Honeymoon Avenue”                                                                           | 2013 | –  | –  | –  | –   | –  | –   | –  | –  | –  | –   |                    | Yours Truly                           |
| „Tattooed Heart”                                                                             | 2013 | –  | –  | –  | –   | –  | –   | –  | –  | –  | –   |                    | Yours Truly                           |
| „Daydreamin'”                                                                                | 2013 | –  | –  | –  | –   | 12 | –   | –  | –  | –  | –   |                    | Yours Truly                           |
| „You’ll Never Know”                                                                          | 2013 | –  | –  | –  | –   | 42 | –   | –  | –  | –  | –   |                    | Yours Truly                           |
| „Break Your Heart Right Back” (z gościnnym udziałem Childish Gambino)                        | 2014 | –  | –  | –  | –   | –  | –   | –  | –  | –  | –   |                    | My Everything                         |
| „Just a Little Bit of Your Heart”                                                            | 2014 | –  | 99 | –  | –   | –  | –   | –  | –  | –  | 177 |                    | My Everything                         |
| „My Everything”                                                                              | 2014 | –  | –  | –  | –   | 73 | –   | –  | –  | –  | –   |                    | My Everything                         |
| „All My Love” (singel Major Lazer)                                                           | 2014 | –  | –  | –  | 135 | –  | –   | –  | –  | –  | 194 |                    | The Hunger Games: Mockingjay – Part 1 |
| „Get On Your Knees” (singel Nicki Minaj)                                                     | 2014 | 88 | 80 | 98 | 181 | 90 | –   | –  | –  | –  | 86  |                    | The Pinkprint                         |
| „Research” (singel Big Seana)                                                                | 2015 | –  | –  | –  | –   | –  | –   | –  | –  | –  | –   |                    | Dark Sky Paradise                     |
| „All My Love (Remix)” (singel Major Lazer oraz Machela Montano)                              | 2015 | –  | –  | 87 | –   | –  | –   | –  | –  | –  | –   |                    | Peace Is the Mission                  |
| „Wit It This Christmas”                                                                      | 2015 | –  | –  | –  | –   | –  | –   | –  | –  | –  | –   |                    | Christmas & Chill                     |
| „December”                                                                                   | 2015 | –  | –  | –  | –   | –  | –   | –  | –  | –  | –   |                    | Christmas & Chill                     |
| „True Love”                                                                                  | 2015 | –  | –  | –  | –   | 30 | –   | –  | –  | –  | –   |                    | Christmas & Chill                     |
| „Winter Things”                                                                              | 2015 | –  | –  | –  | –   | –  | 40  | –  | –  | –  | –   |                    | Christmas & Chill                     |
| „Greedy”                                                                                     | 2016 | –  | –  | –  | 194 | 18 | –   | –  | 86 | –  | 113 |                    | Dangerous Woman                       |
| „Leave Me Lonely” (z gościnnym udziałem Macy Graya)                                          | 2016 | –  | –  | –  | –   | –  | –   | –  | –  | –  | 143 |                    | Dangerous Woman                       |
| „Bad Decisions”                                                                              | 2016 | –  | –  | –  | –   | –  | –   | –  | –  | –  | 180 |                    | Dangerous Woman                       |
| „Touch It”                                                                                   | 2016 | –  | –  | –  | –   | –  | –   | –  | –  | –  | 176 |                    | Dangerous Woman                       |
| „Thinking Bout You”                                                                          | 2016 | –  | –  | –  | –   | –  | –   | –  | –  | –  | 183 |                    | Dangerous Woman                       |
| „Raindrops (An Angel Cried)”                                                                 | 2018 | –  | 65 | 96 | –   | –  | –   | –  | 54 | –  | –   |                    | Sweetener                             |
| „Blazed” (z gościnnym udziałem Pharrella Williamsa)                                          | 2018 | –  | 74 | –  | –   | –  | –   | –  | 80 | –  | –   |                    | Sweetener                             |
| „R.E.M.”                                                                                     | 2018 | 72 | 52 | 68 | –   | –  | 100 | –  | 67 | –  | –   |                    | Sweetener                             |
| „Sweetener”                                                                                  | 2018 | 55 | 43 | 44 | 183 | –  | 77  | 40 | 57 | 96 | 22  |                    | Sweetener                             |
| „Successful”                                                                                 | 2018 | –  | 71 | –  | –   | –  | –   | –  | 99 | –  | –   |                    | Sweetener                             |
| „Everytime”                                                                                  | 2018 | 62 | 36 | 51 | –   | –  | –   | –  | 38 | –  | –   |                    | Sweetener                             |
| „Borderline” (z gościnnym udziałem Missy Elliott)                                            | 2018 | –  | 83 | –  | –   | –  | –   | –  | –  | –  | –   |                    | Sweetener                             |
| „Better Off”                                                                                 | 2018 | –  | 68 | 92 | –   | –  | –   | –  | 93 | –  | –   |                    | Sweetener                             |
| „Goodnight n Go”                                                                             | 2018 | 87 | 57 | 67 | –   | –  | –   | –  | 76 | –  | –   |                    | Sweetener                             |
| „Pete Davidson”                                                                              | 2018 | 99 | 58 | 73 | –   | –  | –   | –  | 87 | –  | –   |                    | Sweetener                             |
| „Get Well Soon”                                                                              | 2018 | –  | 79 | –  | –   | –  | –   | –  | –  | –  | –   |                    | Sweetener                             |
| „Needy”                                                                                      | 2019 | 14 | 13 | 16 | 100 | –  | 41  | 11 | 16 | 43 | 8   |                    | Thank U, Next                         |
| „NASA”                                                                                       | 2019 | 17 | 16 | 17 | 128 | –  | 46  | 30 | 26 | 51 | –   |                    | Thank U, Next                         |
| „Bloodline”                                                                                  | 2019 | 22 | 11 | 18 | 97  | –  | 36  | 28 | 18 | 24 | –   | - POL: złota płyta | Thank U, Next                         |
| „Fake Smile”                                                                                 | 2019 | 26 | 22 | 25 | 125 | –  | 48  | –  | 31 | 54 | –   |                    | Thank U, Next                         |
| „Bad Idea”                                                                                   | 2019 | 27 | 21 | 22 | 105 | –  | 43  | –  | 22 | 41 | –   |                    | Thank U, Next                         |
| „Make Up”                                                                                    | 2019 | 48 | 41 | 42 | 186 | –  | 64  | –  | 50 | –  | –   |                    | Thank U, Next                         |
| „Ghostin”                                                                                    | 2019 | 25 | 26 | 27 | 151 | –  | 58  | –  | 36 | 68 | –   |                    | Thank U, Next                         |
| „In My Head”                                                                                 | 2019 | 38 | 36 | 34 | –   | –  | 68  | –  | 48 | –  | –   |                    | Thank U, Next                         |
| „–” oznacza, że singel nie był notowany na danej liście.                                     |      |    |    |    |     |    |     |    |    |    |     |                    |                                       |

## Teledyski
| Tytuł                                      | Rok                   | Inni artyści           | Reżyseria                           | Źródło                |
| Jako główny wykonawca                      | Jako główny wykonawca | Jako główny wykonawca  | Jako główny wykonawca               | Jako główny wykonawca |
| ------------------------------------------ | --------------------- | ---------------------- | ----------------------------------- | --------------------- |
| „Popular Song”                             | 2012                  | brak                   | Jeremy Alter                        | [ 135 ]               |
| „The Way”                                  | 2013                  | Mac Miller             | Jones Crow                          | [ 136 ]               |
| „Almost Is Never Enough”                   | 2013                  | Nathan Sykes           | Nec Todorovic                       | [ 137 ]               |
| „Baby I”                                   | 2013                  | brak                   | Ryan Pallotta                       | [ 138 ]               |
| „Right There”                              | 2013                  | Big Sean               | Nev Todorovic                       | [ 139 ]               |
| „Problem” (Lyric Video)                    | 2014                  | Iggy Azalea            | Jones Crow                          | [ 140 ]               |
| „Problem”                                  | 2014                  | Iggy Azalea            | The Young Astronauts                | [ 141 ]               |
| „Break Free”                               | 2014                  | Zedd                   | Chris Marrs Piliero                 | [ 142 ]               |
| „Bang Bang”                                | 2014                  | Jessie J i Nicki Minaj | Hannah Lux Davis                    | [ 143 ]               |
| „Love Me Harder”                           | 2014                  | The Weeknd             | Hannah Lux Davis                    | [ 144 ]               |
| „Santa Tell Me”                            | 2014                  | brak                   | Alfredo Flores Jones Crow           | [ 145 ]               |
| „One Last Time”                            | 2015                  | brak                   | Max Landis                          | [ 146 ]               |
| „E Più Ti Penso”                           | 2015                  | Andrea Bocelli         | Gaetano Morbioli                    | [ 147 ]               |
| „Focus”                                    | 2015                  | brak                   | Hannah Lux Davis                    | [ 148 ]               |
| „Dangerous Woman”                          | 2016                  | brak                   | The Young Astronauts                | [ 149 ]               |
| „Let Me Love You”                          | 2016                  | Lil Wayne              | Grant Singer Matthias Koenigswieser | [ 150 ]               |
| „Into You”                                 | 2016                  | brak                   | Hannah Lux Davis                    | [ 151 ]               |
| „Side to Side”                             | 2016                  | Nicki Minaj            | Hannah Lux Davis                    | [ 152 ]               |
| „Everyday” (Lyric Video)                   | 2017                  | Future                 | Chris Marrs Piliero                 | [ 153 ]               |
| „Everyday”                                 | 2017                  | Future                 | Chris Marrs Piliero                 | [ 154 ]               |
| „Beauty and the Beast”                     | 2017                  | John Legend            | Dave Meyers                         | [ 155 ]               |
| „No Tears Left to Cry”                     | 2018                  | brak                   | Dave Meyers                         | [ 156 ]               |
| „No Tears Left to Cry” (Vertical Video)    | 2018                  | brak                   | Dave Meyers                         | [ 157 ]               |
| „The Light Is Coming”                      | 2018                  | Nicki Minaj            | Dave Meyers                         | [ 158 ]               |
| „God Is a Woman”                           | 2018                  | brak                   | Dave Meyers                         | [ 159 ]               |
| „Breathin”                                 | 2018                  | brak                   | Hannah Lux Davis                    | [ 160 ]               |
| „Thank U, Next”                            | 2018                  | brak                   | Hannah Lux Davis                    | [ 161 ]               |
| „7 Rings”                                  | 2019                  | brak                   | Hannah Lux Davis                    | [ 162 ]               |
| „Break Up with Your Girlfriend, I’m Bored” | 2019                  | brak                   | Hannah Lux Davis                    | [ 163 ]               |
| Jako gościnny wykonawca                    |                       |                        |                                     |                       |
| „Popular Song”                             | 2013                  | Mika                   | Chris Marrs Piliero                 | [ 164 ]               |
| „Don’t Be Gone Too Long”                   | 2014                  | Chris Brown            | Chris Brown                         | [ 165 ]               |
| „This Is Not a Feminist Song”              | 2016                  | obsada SNL             | Matt Villines Osmany Rodriguez      | [ 166 ]               |
| „My Favorite Part”                         | 2016                  | Mac Miller             | Luiz Perez                          | [ 167 ]               |
| „Faith”                                    | 2016                  | Stevie Wonder          | Alan Bibby                          | [ 168 ]               |
| „Bed”                                      | 2018                  | Nicki Minaj            | Hype Williams                       | [ 169 ]               |
| „Dance to This”                            | 2018                  | Troye Sivan            | Bardia Zeinali                      | [ 170 ]               |
| „Rule the World”                           | 2019                  | 2 Chainz               | Sebastian Sdaigui                   | [ 171 ]               |
| Gościnny udział                            |                       |                        |                                     |                       |
| „Freak the Freak Out”                      | 2010                  | Victoria Justice       | Marcus Wagner                       | [ 172 ]               |
| „Beggin’ on Your Knees”                    | 2011                  | Victoria Justice       | Marcus Wagner                       | [ 173 ]               |
| „Unfriend You”                             | 2011                  | Greyson Chance         | Marc Klasfeld                       | [ 174 ]               |
| „All I Want Is Everything”                 | 2011                  | Victoria Justice       | Lex Halaby                          | [ 175 ]               |
| „Make It In America”                       | 2012                  | Victoria Justice       | Anna Mastro                         | [ 176 ]               |